# José F. Bonaparte
José F. Bonaparte (n. 14 iunie 1928, Rosario, Provincia Santa Fe, Argentina – d. 18 februarie 2020, Mercedes⁠(d), Buenos Aires, Argentina) a fost un paleontolog argentinian, care a descoperit pe unii dintre cei mai cunoscuți dinozauri argentinieni: Argentinosaurus,  Giganotosaurus, Mapusaurus și Carnotaurus.